# Abtei Mariastern-Gwiggen

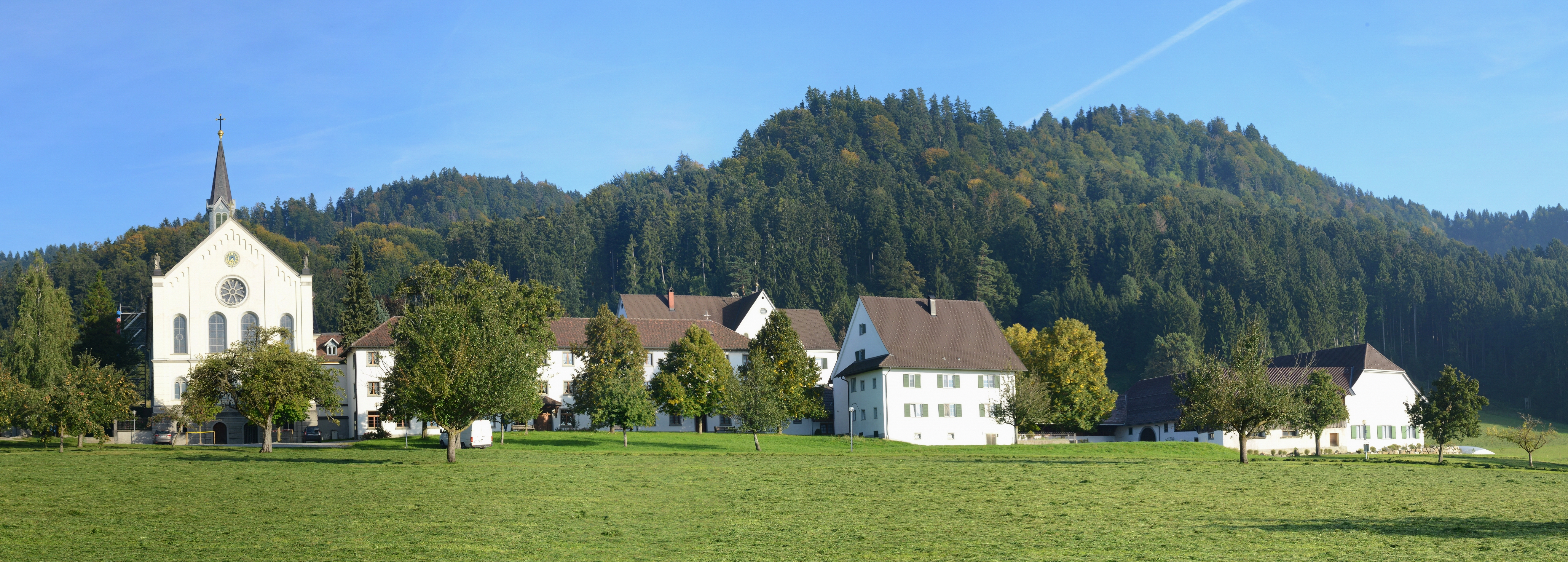
Zisterzienserinnen-Abtei Mariastern-Gwiggen

Die Abtei Mariastern-Gwiggen (lateinisch Abbatia B.M.V. de Maris Stella Gwiggen) ist eine Abtei der Zisterzienserinnen im vorarlbergischen Hohenweiler und gehört zur Mehrerauer Kongregation. Die Abtei befindet sich auf einer Anhöhe an den Ausläufern des Pfänder-Massivs etwa 10 km nördlich von Bregenz. Die Abtei ist dem Patronat der Gottesmutter unter dem Attribut Stern des Meeres anvertraut.

## Schloss Gwiggen

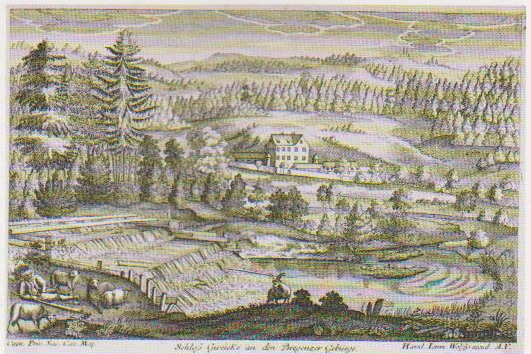
Kupferstich des Schlosses Gwiggen um 1710

Das ehemalige Schlossgebäude von Gwiggen mit Loretokapelle geht auf das 16. und 17. Jahrhundert zurück. Das genaue Erbauungsdatum ist nicht bekannt. Die Höfe auf dem Gebiet Gwiggen tauchten als „Cawicca“ und „Cawica“ schon in Urkunden zwischen 802 und 850 auf. Im Jahr 1355 verkauften die Herren von Kürenbach zwei Höfe „zu Gewigge“ an den Ravensburger Bürger Konrad von Wolfegg, der sie mit der Burg Alt-Schönstein (am Rande der Rohrachschlucht) bzw. Neu-Schönstein (direkt oberhalb von Gwiggen) vereinigte. Nach den Wolfeggern wurde 1406 Heinrich von Schönstein (verehelicht mit Klara von Lochen) Besitzer des Schlosses. 1433 belehnte das adelige Damenstift Lindau deren Sohn Lutz (Lucius) mit Gwiggen. Diese widersprüchliche Situation ist nach Franz Josef Waitzenegger mit einer damals häufigeren Vorgehensweise zu erklären: eine Rittersfamilie (hier die von Schönstein) stellte sich durch Eigentumsübergabe unter den Schutz einer größeren Einheit (hier das Damenstift Lindau) und übernahm den Besitz gleich wieder als freies Mann- und Frauenlehen. Lehensrechtsurkunden waren nicht erforderlich und statt eines jährlichen Zinses fielen nur Abgaben bei Besitzveränderungen an.

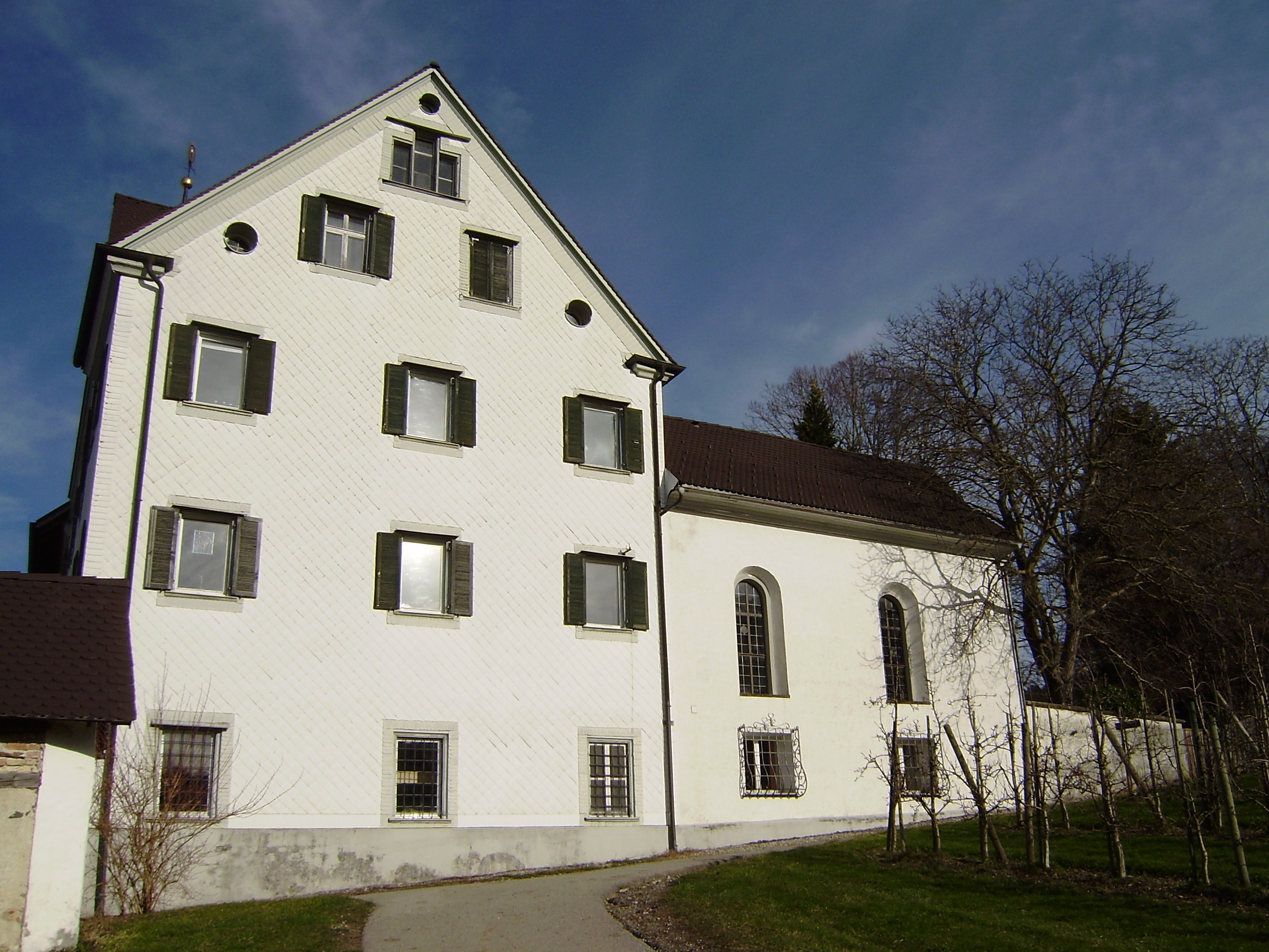
Schloss von Süden mit Loretokapelle

Mit Barten (Bartholomäus) von Schönstein starb 1483 die männliche Linie aus. Nach dem Tode seiner Witwe hätte 1494/1495 Michael von Ems, der Ehemann einer der vier Schwestern von Bartholomäus, das Lehen für die Witwe übernehmen sollen. Dieser hatte aber bereits zu Lebzeiten der Witwe mit bestochenen Zeugen versucht, Gwiggen als Besitz von Kloster St. Gallen statt des Damenstifts Lindau darzustellen und sich von St. Gallen voll belehnen zu lassen. Das Stift setzte sich jedoch durch und gab stattdessen das Lehen an die Ehemänner der drei anderen Schwestern. Hugo XVII. von Montfort kaufte Gwiggen 1504 und gab es an Amtsleute in seinen Diensten weiter. Es folgte eine Vielzahl von adligen Familien als Besitzer und Lehnherrn (Auswahl: 1507 Ludwig Münzer, 1517 Hieronymus Rutkamer; 1524 Hieronymus von Furtenbach; 1555 Macharius Vogt, Reichsvogt zu Radolfszell am Untersee; 1561 Graf Ulrich zu Montfort-Rothenfels, Herr zu Wasserburg; 1577 Haug von Hartnegg; 1589 vier Brüder, Grafen von Montfort, Herren zu Bregenz, Tettnang, Argen, Wasserburg und Peggach in der Steiermark; 1601 Freiherr Anton von Fugger der Jüngere, Herr zu Kirchberg und Weißenhorn; Hans von Schellenberg; 1608 Valentin Schmid von Wellenstein, kurfürstlicher Oberst in Ober- und Niederbayern) bis 1612 das Kloster Weißenau Gwiggen erwarb und bis 1649 behielt.

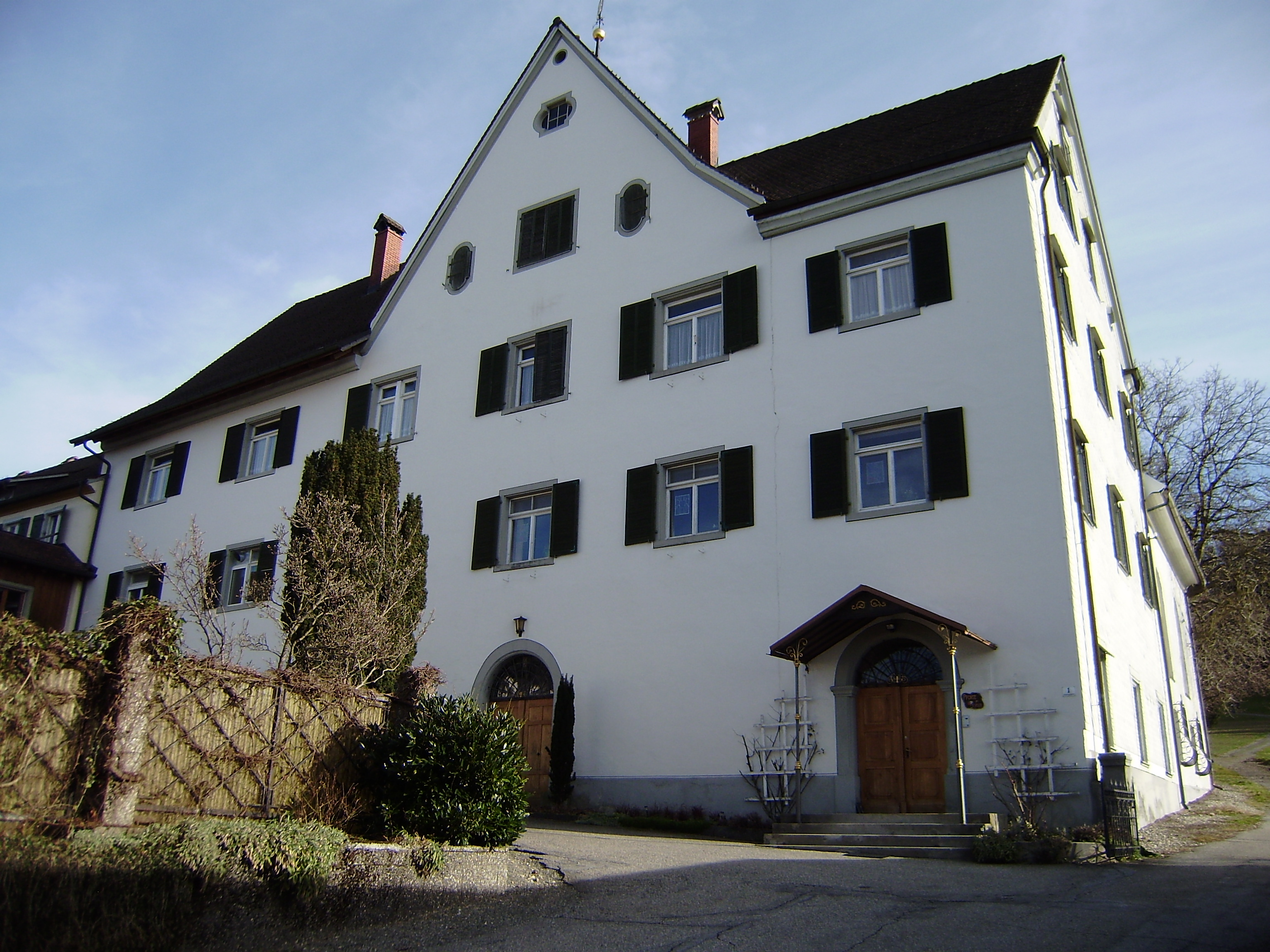
Schlossgebäude von Westen

Vom Kloster Weißenau erwarb der im Dreißigjährigen Krieg in kaiserlichen Diensten hervorgetretene Obrist Caspar von Schoch (1610–1672) den Lehenhof. 1655 wurde ihm die niedere Gerichtsbarkeit über Gwiggen, Dienerschaft und Angehörige erteilt und noch im selben Jahr auf den ganzen Bezirk der Pfarre Hohenweiler ausgedehnt. Sein Sohn gleichen Namens starb kinderlos bereits 10 Jahre später (1682) und vermachte seiner Frau das Gesamtvermögen mit Schloss, was diese auch gegen die Einsprüche des Schwagers Freiherr Leopold von Lapierre durchsetzen konnte. Sie heiratete dann Franz Seyfried von Thunau, der das Schlossgebäude umfangreich restaurieren und auf der Ostseite die Schlosskapelle (Loretokapelle) anbauen ließ, die 1694 Konrad Ferdinand, Bischof von Tivoli und Weihbischof in Konstanz einsegnete und ihrer Bestimmung übergab. Um sich aus einer überschuldeten Bürgschaft befreien zu können, mussten Thurnau und Gattin 1711 das Gwiggener Anwesen an das Damenstift Lindau veräußern. 1802 fiel das Stift in die Entschädigungsmasse der deutschen Fürsten und Gwiggen kam an das Haus Habsburg. In den Napoleonischen Kriegen gelangte es 1806 in den Besitz Bayerns und wurde an den Meistbietenden, den Ortsvorsteher Feßler verkauft, der in dem Anwesen eine Gaststätte und Brauerei einrichtete.

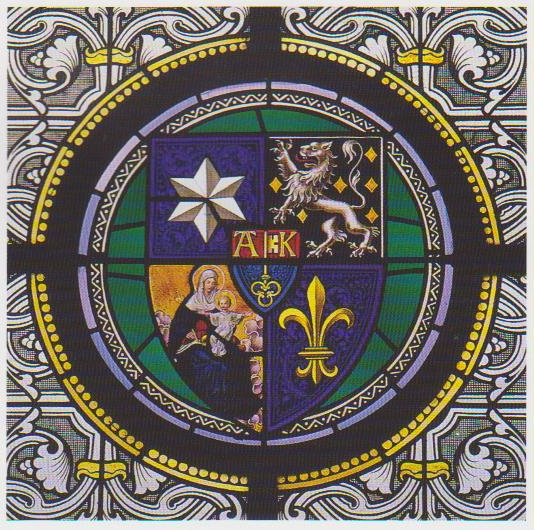
Vierteiliges Kompositwappen der Abtei

## Klostergründung

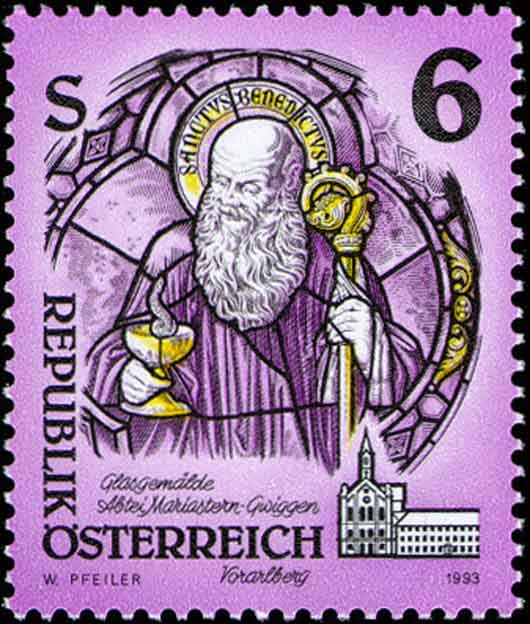
Briefmarke aus der Serie Kunstwerke aus Stiften und Klöstern in Österreich mit einem Glasfenster des Hl. Benedikts in der Abtei Mariastern

Die Abtei Mariastern ist das Nachfolgekloster der drei im 13. Jahrhundert gegründeten Zisterzienserinnenabteien (Kloster Kalchrain, Feldbach und Tänikon) im Schweizerischen Thurgau, die in etwa auf der geographischen Linie Konstanz und Frauenfeld liegen. Sie waren nach den napoleonischen Kriegen und vor allem im demokratischen Liberalismus der 1830er Jahre unter erheblichen Druck geraten (Aufnahmeverbot für neue Kandidatinnen, staatliche Aufsicht und Verlust der  finanziellen Eigenverwaltung, Zwangsverkäufe), der schließlich 1848 in einem Beschluss des  Großen Rats des Schweizer Kantons Thurgau zur Aufhebung aller Thurgauer Klöster führte.
Nach dem Verbot, die Klosterkirche zu nutzen, übersiedelte im Oktober 1848 der Konvent von Kalchrain in das bereits 1836 aufgehobene Klarissenkloster Paradies.  1856 erwarben Priorin Ida Schäli (seit 1850 Priorin in Paradies) für den restlichen Konvent von Kalchrain und die Feldbacher Äbtissin Augustina Fröhlich von Balterswil gemeinsam das Schlösschen Gwiggen bei Hohenweiler in Vorarlberg und nahmen dort nach ersten Umbauten das reguläre Klosterleben nach und nach wieder auf. Hilfe erhielten sie dabei von den vermittelnden Glaubensbrüdern der ebenfalls aus dem Thurgau vertriebenen Zisterzienserabtei Wettingen, die sich erst zwei Jahre zuvor (1854) als Kloster Mehrerau-Wettingen neu gegründet hatten.
Die bei der Auflösung des Klosters Feldbach verbliebenen acht Chorfrauen, vier Laienschwestern, drei Novizinnen sowie Geistliche waren mit der Äbtissin 1848 nach Tänikon, 1853 nach Mammern gezogen und kamen 1861–1864 nach Mariastern-Gwiggen. Der Tänikoner Konvent hoffte längere Zeit auf eine Rückkehrmöglichkeit und zog 1853 ins ehemalige Kapuzinerkloster Frauenfeld, das er von 1862 bis 1869 in seinem Besitz hatte. 1869 schloss er sich den in Mariastern-Gwiggen (Vorarlberg) lebenden Nonnen von Feldbach und Kalchrain an. Aus der Bezeichnung der Äbtissin als Äbtissin von Kalchrain, Feldbach und Tänikon in Mariastern in Gwiggen geht dieser geschichtliche Bezug hervor.

## Klosterausbau
Der Ausbau des Schlossguts Gwiggen zur Klosteranlage erfolgte in mehreren Schritten. Das ursprüngliche Schlossgebäude enthält heute neben der Pforte die Abteiverwaltung und Räume für Gäste. Die erste Erweiterung bestand aus einem nördlich anschließenden langgestreckten Klostertrakt mit Zellen und Refektorium. Im späten 19. Jahrhundert entwickelte sich ein Klostergeviert nach dem Vorbild mittelalterlicher Zisterzienseranlagen, in dem der bestehende Zellentrakt mit angefügtem neuromanischem Kapitelhaus den Ostflügel und die 1896 erbaute große neuromanische Kirche die Nordseite darstellte. An beide Flügel lehnte man einen Kreuzgang an und schloss den Prozessionsweg auf der West- und Südseite mit einem Holzgang.
Der wachsende Konvent und der damit verbundene Raumbedarf führten 1987 zum Anbau der Süd- und Westtrakte mit den Zellen, dem Refektorium, der Bibliothek und Werkstätten, sowie einem Gästebereich. Der vervollständigte Kreuzgang umschließt einen Innenhof mit Brunnen und dem Friedhof der Schwestern. Bis ins späte 18. Jahrhundert war die ehemaligen Loretokapelle des Schlösschens Gwiggen ein Wallfahrtsziel. 1962 nahm man die Wallfahrtstradition wieder auf (Fatimastatue in der Klosterkirche).
Der damalige Wallfahrtsdirektor von Maria Roggendorf und spätere Wiener Erzbischof Hans Hermann Kardinal Groër erreichte 1974 die Gründung des Klosters Marienfeld bei Hollabrunn mit Unterstützung der Abtei Mariastern, das als Mutterkloster die ersten acht Schwestern nach Marienfeld entsandte. Das Stift Melk stellte den Bauplatz zur Verfügung. Die Tochtergründung Marienfeld wurde 1982 abhängiges Priorat, 1991 selbständiges Konventualpriorat und im Jahre 2000 zur Abtei erhoben.
2009 wurde das unter Denkmalschutz stehende ehemaligen Stallgebäude in ein Mehrzweckgebäude mit Klosterladen und Agapehalle umgebaut.

## Klosterkirche
1895–1896 wurden nördlich im Anschluss an die Klausur zunächst der Kapitelsaal und die Sakristei und dann die große Abteikirche im neoromanischen Stil errichtet. Die Planung hatte Vaterabt Laurentius Wocher (Wettingen-Mehrerau) durchgeführt, der wenige Tage vor der Grundsteinlegung der Kirche starb. Die Leitung des Neubaus übernahm P. Magnus Wocher.S. 6
Nach den Untersuchungen von Sr. Marcella Kugler OCist wich man beim Bau einer dreischiffigen Klosterkirche von der zisterziensischen Tradition ab: Im Mittelschiff hat man den Saal von Feldbach vor sich […] vielleicht ging es einfach um die Galerie als Zugang zur Westempore […]S. 51. Das Konzept der Westempore hatte Vaterabt Laurentius Wocher (Wettingen-Mehrerau) von der Klosterkirche der Maigrauge übernommen.S. 19
1969 unterzog man die große und helle Kloster- und Wallfahrtskirche einer umfangreichen Innenrenovation, die die liturgischen Bestimmungen des Zweiten Vatikanischen Konzils (1962–1965) berücksichtigte. Der 14 m hohe Innenraum mit seiner Holzdecke beeindruckt jetzt durch klare schlichte Linienführung. Die 22 Tragpfeiler erhielten nach dem Vorbild des romanischen Kirchenbaus des Münsters Mittelzell eine quadratische Form und schmale Kapitelle. Statt des früheren neugotischen Altares erinnert eine moderner gestaltete Apsis und ein Volksaltar aus Muschelkalk an das letzte Abendmahl Jesu. S. 8–10

## Leben der Schwestern
Die Zisterzienserinnen von Mariastern sind kontemplativ ausgerichtet und bemüht, durch Gebet und Arbeit in einer Atmosphäre von Stille und Sammlung ihr Leben nach dem Vorbilde Marias Gott zu weihen. Der Konvent besteht aus etwa 25 Schwestern. Als Nachfolgerin der Altäbtissin Sr. Agnes Fabianek († 2015), die als Priorin nach Helfta ging, leitete von 2005 bis zu ihrem Tod 2024 Hildegard Brem als Äbtissin das Kloster.
Neben den innerklösterlichen Tätigkeiten, wie beispielsweise der Hauswirtschaft, betreiben die Nonnen einen Klosterladen und ein Gästehaus. Die Einnahmen aus Paramentenstickerei, Wäscherei, Teppichweberei, Kunstgewerbe, Gartenbau und Obstkultur, sowie wissenschaftlicher Tätigkeit, Veranstaltungen und der Aufnahme von Gästen unterstützen das Wirtschaftsergebnis des Klosters. Für Frauen und Männer werden ganzheitliche, also sowohl spirituell, als auch körperorientierte Kurse angeboten. Spezielle Programme sind Mitleben im Kloster für Frauen außerhalb der Klausur, Teilnahme am Chorgebet, Urlaub im Kloster, Einzelexerzitien, geistliche Begleitung, Tage der Stille.

## Äbtissinnen
- M. Ida Nicolaa Schäli 1856–1885 seit 1850 Priorin in Paradies/1848 Kalchrain im Paradies/1856 Mariastern-Gwiggen
- M. Augustina Fröhlich 1861–1871 seit 1841 Feldbach/1856 Mariastern-Gwiggen
- M. Agatha Keller 1885–1925
- M. Augustina Brüchle 1926–1933
- M. Agnes Gähwiler 1933–1957
- M. Agnes Katzenmayer 1957–1968
- M. Agnes Fabianek 1968–2005
- M. Hildegard Brem 2005–2024[12]
- M. Stella Krimmel seit 2024